# Sindrome pseudobulbare
La sindrome pseudobulbare (o paralisi pseudobulbare) è una condizione caratterizzata dall'incapacità di controllare i muscoli del distretto facciale, causata da diverse malattie neurologiche. I pazienti tipicamente presentano difficoltà nella masticazione, disfagia, spasticità della lingua. Spesso i pazienti sperimentano episodi di pianto o di riso, senza che siano stati provocati da vere emozioni. A livello fisiopatologico essa è causata da una lesione del fascio motorio cortico-bulbare, che passa nel cosiddetto ginocchio della capsula interna e che giunge al tronco encefalico, dove instaurerà delle sinapsi con i nuclei dei nervi cranici.
Tra le varie cause della condizione: patologie vascolari (ictus, CADASIL), sclerosi laterale amiotrofica, malattia di Parkinson, tumori maligni del tronco encefalico, sclerosi multipla, paralisi sopranucleare progressiva, patologie metaboliche e traumi cerebrali.
Dal momento che la paralisi pseudobulbare rappresenta una manifestazione clinica di altre malattie, trattare la condizioni di base può alleviarne i sintomi. Talvolta si ricorre alla somministrazione di destrometorfano, in combinazione con chinidina, la quale, inibendo il citocromo P450 2D6 che metabolizza velocemente il Destrometorfano, permette un'azione più prolungata di quest'ultimo. In letteratura vi sono casi di pazienti trattati con successo grazie a inibitori selettivi della ricaptazione della serotonina.